# Charanjit Singh Channi

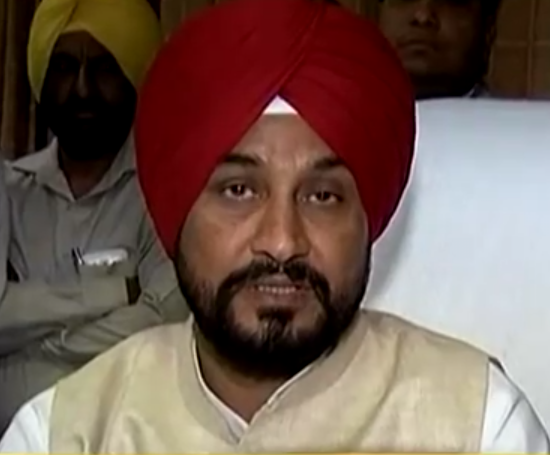
Charanjit Singh Channi, 2018

Charanjit Singh Channi (Panjabi ਚਰਨਜੀਤ ਸਿੰਘ ਚੰਨੀ; * 1. März 1963 im Dorf Bhajauli, Tehsil Kharar, damals im Distrikt Rupnagar, heute Distrikt Sahibzada Ajit Singh Nagar, Punjab, Indien) ist ein indischer Politiker. Vom 20. September 2021 bis zum 11. März 2022 amtierte er als Chief Minister des Bundesstaats Punjab.

## Biografie
Charanjit Singh Channi wurde in einem Dorf nahe Chamkaur als Sohn von S. Harsa Singh und Ajmer Kaur geboren. Er entstammt einer Dalit-Sikh-Familie. Sein Vater war in der örtlichen Dorfselbstverwaltung (Gram Panchayat) aktiv, wodurch der Sohn erste politische Impulse erhielt. Nach dem Besuch der Schule vor Ort absolvierte er das Guru Gobind Singh College in Chandigarh und studierte anschließend an der Panjab University in Chandigarh Rechtswissenschaften, wo er die Abschlüsse eines Bachelor of Arts (B.A.) und Bachelor of Laws (LL.B.) erreichte. Später erwarb er noch einen MBA-Abschluss von der Punjab Technical University (PTU) und begann eine Promotion (PhD) an der Panjab University.
Er wurde in der Kommunalpolitik aktiv und war über drei Legislaturperioden als Stadtrat und über zwei Legislaturperioden als Präsident des Stadtrates von Kharar aktiv. Bei den Wahlen zum Parlament des Punjab in den Jahren 2007, 2012 und 2017 wurde er jeweils in dem für Angehörige der Scheduled Castes (SC) reservierten Wahlkreis 67-Chamkaur Sahib gewählt. Bei der Wahl 2007 trat er als Unabhängiger und bei den beiden folgenden Wahlen als Kandidat der Kongresspartei an. Ab 2015 war er Oppositionsführer im Parlament und nach dem Wahlsieg der Kongresspartei 2017 amtierte er als Minister für Technikerziehung, industrielle Weiterbildung, Beschäftigungsförderung und Wissenschaft und Technologie in der Regierung von Chief Minister Amarinder Singh.
Im Jahr 2021 kam es zu einer politischen Krise der Kongresspartei im Punjab. Die Unzufriedenheit mit dem Regierungsstil von Chief Minister Amarinder Singh nahm zu. Dem Chief Minister wurde vorgeworfen, einen bürokratischen Regierungsstil zu pflegen und wenig Kontakt zu den Parlamentsabgeordneten der eigenen Partei zu halten. Die Krise verschärfte sich, nachdem Navjot Singh Sidhu, ein bekannter innerparteilicher Kritiker des Chief Ministers, Vorsitzender der Kongresspartei im Punjab wurde. Am 19. September 2021 erklärte Amarinder Singh seinen Rücktritt als Chief Minister. Indirekt beklagte er sich dabei über die mangelnde Unterstützung durch die Kongressparteizentrale in Delhi. Zu seinem Nachfolger wurde Channi bestellt, der am 20. September 2021 als neuer Chief Minister vereidigt wurde. Channi war damit der erste Chief Minister des Punjab aus den Reihen der Dalits. Um die diffizile Balance zwischen den verschiedenen Bevölkerungsschichten zu wahren, wurden gleichzeitig zwei stellvertretende Chief Minister, ein Jat-Sikh und ein Hindu, mit vereidigt.
Bei der Wahl zum Parlament des Punjab am 20. Februar 2022 kandidierte Channi in zwei Wahlkreisen (neben 67-Chamkaur Sahib auch im Wahlkreis 102-Bhadaur), konnte aber keinen der beiden gewinnen. Insgesamt ging die Wahl auch für die Kongresspartei verloren und am 11. März 2022 reichte Channi seinen Rücktritt als Chief Minister ein. Sein Amtsnachfolger wurde am 16. März 2022 Bhagwant Mann (Aam Aadmi Party).
Channi ist mit Kamaljit Kaur, einer Ärztin, verheiratet und hat mit ihr zwei Söhne. In seiner Studentenzeit war er als Handballspieler sportlich aktiv. Er pflegte im Gegensatz zu seinem eher distanziert auftretenden Amtsvorgänger einen volkstümlichen Umgangsstil.